# Sportåret 1830

## Händelser

### Boxning
- Jem Ward behåller den engelska mästerskapstiteln i tungvikt, men inga matcher finns registrerade för honom under året.[1]

- 4 oktober – James Burke besegrar Andrew Gow i Temple Mills. Matchen varar i 25 minuter över 22 ronder.[2]

- 26 oktober – James Burke besegrar Bob Hampson i Hampden Common. Matchen varar i 44 minuter över 41 ronder.[2]

- 16 november – James Burke besegrar Tim Crawley i Whetstone. Matchen varar i 30 minuter över 33 ronder.[2]

### Cricket

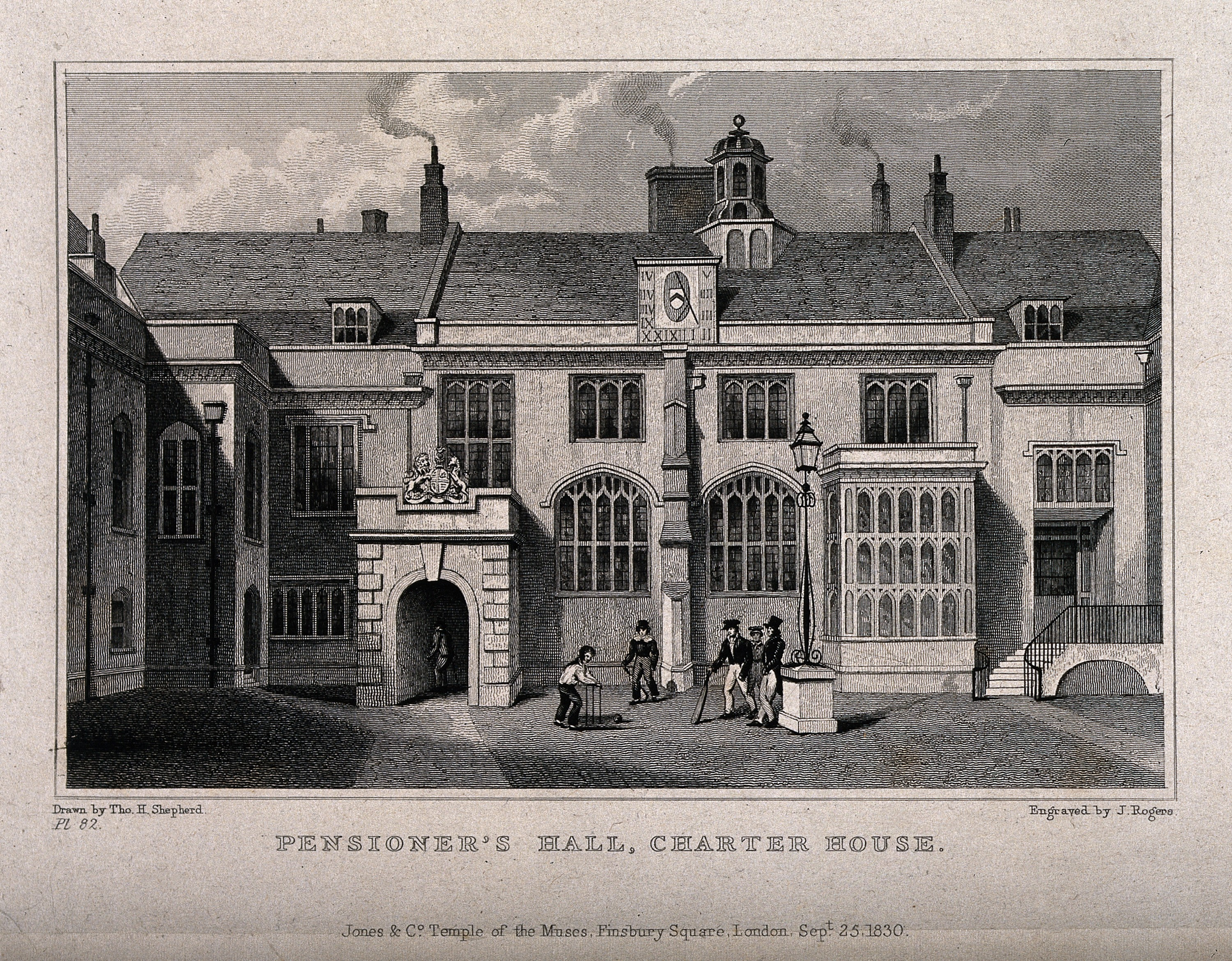
Gravyr från 1830 föreställande pojkar som spelar cricket i London.

- Okänt datum – Surrey CCC vinner County Championship (en inofficiell titel fram till 1890, då de första officiella mästarna koras).

### Rodd
- 10 augusti – Wingfield Sculls, en tävling i singelsculler, hålls för första gången på Themsen.[3]